# Araneus nympha
Araneus nympha är en spindelart som först beskrevs av Simon 1889.  Araneus nympha ingår i släktet Araneus och familjen hjulspindlar. Inga underarter finns listade i Catalogue of Life.